# هم‌نوازی استادان
هم‌نوازی استادان نام یک آلبوم موسیقی بی کلام در سبک سنتی ایرانی با اجرای گروه پایور به سرپرستی فرامرز پایور می‌باشد که در سال ۱۳۹۱ توسط انتشارات آوای باربد به بازار آمد. آهنگ سازان این آلبوم فرامرز پایور و غلامحسین درویش (درویش‌خان) می‌باشند. این اثر به خاطر حضور هنرمندان سرشناسی چون فرامرز پایور، هوشنگ ظریف، حسن ناهید، رحمت‌الله بدیعی و محمد اسماعیلی، هم‌نوازی استادان نامیده می‌شود.

## شرح اثر

### هنرمندان
- آهنگ سازان: فرامرز پایور، غلامحسین درویش (درویش‌خان)
- اجرای گروه پایور به سرپرستی فرامرز پایور:

1. فرامرز پایور
2. هوشنگ ظریف
3. حسن ناهید
4. رحمت‌الله بدیعی
5. محمد اسماعیلی
6. پروین صالح
7. پروین شکارلو
8. حسین فرهادپور
9. حسن منوچهری
10. محمد دلنوازی